# Paguinapua facialis
Paguinapua facialis är en insektsart som beskrevs av Young 1986. Paguinapua facialis ingår i släktet Paguinapua och familjen dvärgstritar. Inga underarter finns listade i Catalogue of Life.